# Mory Sangaré
Pour les articles homonymes, voir Sangaré.
Mory Sangaré est une personnalité politique guinéenne, ministre de l’Éducation nationale et de l'alphabétisation de 2016 à 2020.

## Biographie
Né en 1957 dans la préfecture de Pita (Moyenne Guinée), Mory Sangaré a été scolarisé au milieu des années 1960, où il commence ses études dans une école primaire de la préfecture de Gueckédou, puis à celle de Koundara. 
Après ses études primaires et secondaires, Mory Sangaré est orienté à l’Institut Polytechnique Julius Nyerere de Kankan, option Physique-Chimie.

## Parcours professionnel
À sa sortie, il est muté comme professeur de physique-chimie au Lycée Oustoya de Pita, où il occupe le poste de secrétaire général adjoint du Bureau préfectoral du Syndicat libre des enseignants et chercheurs de Guinée (SLECG) de Pita (1992 à 2002).
En 2002, il est secrétaire général adjoint de l’Union syndicale des travailleurs de Guinée (USTG) de Pita. De 1992 à 2016, il est directeur des études à l’École normale d’instituteurs (ENI) de Labé.
De 2011 en 2017, inspecteur régional de l’Éducation de Labé puis de 2017 à 2018, il est muté à la même fonction à Mamou.
De 2016 à juin 2020, il est ministre de l'Éducation nationale et de l’alphabétisation avant d’être remplacé par Bano Barry.

## Parcours politique
Il est Secrétaire général de la section du parti politique, Rassemblement du peuple de Guinée (RPG) de Pita de 2003 à 2011.